# Se stiamo insieme
Se stiamo insieme è un brano musicale scritto da Riccardo Cocciante e Mogol e cantato dallo stesso Cocciante, vincitore del Festival di Sanremo 1991 e contenuto nell'album Cocciante.
In quell'edizione venne anche interpretata in inglese da Sarah Jane Morris (il regolamento prevedeva l'esecuzione fuori gara, in una lingua diversa dall'italiano, di tutti i 20 motivi della sezione "Campioni") con il titolo I'm Missing You, nella sezione "Canzoni e cantanti - Star internazionali".
(Ritornello)
È stato il secondo singolo più venduto in Italia nel 1991.

## Altre versioni
La versione inglese è stata poi incisa da Sarah Jane Morris e pubblicata nell'album Heaven (1992).
Nel 2003 viene interpretata da Orietta Berti e pubblicata nell'album "Emozione d'autore".

## Tracce

### 7" Vinile
1. Se stiamo insieme (4:38)
2. Se stiamo insieme (Instrumental) (4:38)

### CD Single
1. Se stiamo insieme
2. Margherita (Live)

## Classifiche
| Classifica (1991) | Posizione massima |
| ----------------- | ----------------- |
| Europa            | 60                |
| Italia            | 1                 |

### Classifiche di fine anno
| Classifica (1991) | Posizione |
| ----------------- | --------- |
| Italia            | 2         |